# 난강구 (하얼빈시)

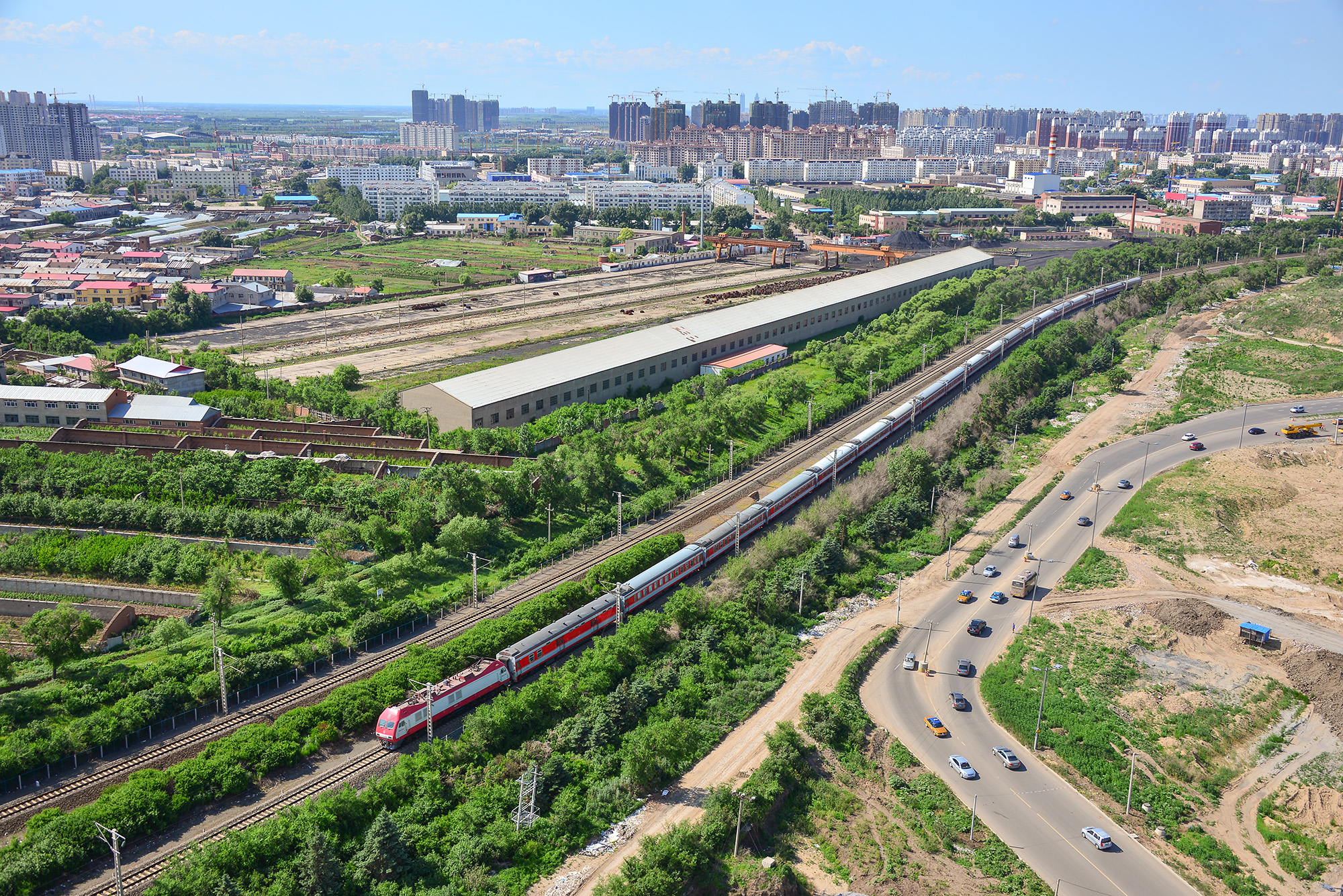

난강구(한국어: 남강구, 중국어: 南岗区, 병음: Nángàng Qū)는 중화인민공화국 헤이룽장성 하얼빈시의 행정구역이다. 넓이는 182.9km2이고, 인구는 2007년 기준으로 1,050,000명이다. 난강 구는 하얼빈에서 가장 인구가 많은 구이다. 성 정부의 주 관청이 위치해있어 헤이룽장성의 정치적 중심이다. 난강의 다른 흥미로운 지역으로 하얼빈 기차역과 궈마오 지하 쇼핑가, 공자 사당이 있다. 2013년에 하얼빈 지하철 1호선이 일부완공되어 17.8km 구간을 운행하고있다
난강 구에는 업무 지구와 하얼빈 최고의 쇼핑 센터가 있다. 또한 하얼빈 기술 대학과 하얼빈 의학 대학 등도 이곳에 있다.

## 행정 구역
18개 가도, 1개 진, 1개 민족향을 관할한다.
- 가도: 燎原街道, 大成街道, 松花江街道, 花园街道, 曲线街道, 通达街道, 七政街道, 和兴街道, 哈西街道, 保健街道, 荣市街道, 奋斗街道, 芦家街道, 革新街道, 文化街道, 先锋街道, 新春街道, 跃进街道.
- 진: 王岗镇.
- 민족향: 红旗满族乡.